# يدالله أكبري
يدالله أكبري (1 يوليو 1974 بأردبيل في إيران - ) هو لاعب كرة قدم إيراني في مركز الوسط. شارك مع منتخب إيران لكرة القدم. أما مع النوادي، فقد لعب مع نادي استقلال أهواز ونادي استقلال طهران ونادي باس همدان ونادي سايبا ونادي صبا قم.

## وصلات خارجية
- يدالله أكبري على موقع قاعدة بيانات كرة القدم.إي يو (الإنجليزية)
- يدالله أكبري على موقع ناشيونال فوتبول تيمز (الإنجليزية)